# Burgena tripartita
Burgena tripartita är en fjärilsart som beskrevs av James John Joicey. Burgena tripartita ingår i släktet Burgena och familjen nattflyn. Inga underarter finns listade i Catalogue of Life.